# Nikola Petković
Nikola Petković est un footballeur serbe né le 28 mars 1986 à Belgrade (Serbie). Il évolue au poste de défenseur.

## Référence
1. ↑  Fiche de Petković
2. ↑  « Fiche de Nikola Petković », sur transfermarkt.fr